# Герман Нойбахер
Герман Нойбахер (нім. Hermann Neubacher; 24 червня 1893, Вельс — 1 липня 1960, Відень) — австрійський нацист, німецький дипломат, группенфюрер СА. Кавалер Лицарського хреста Хреста Воєнних заслуг.

## Біографія
Учасник Першої світової війни, командир хорватської роти. В 1919 році написав дисертацію про сільське господарство. З 1920 року працював у лісовій промисловості, був генеральним директором організації GESIBA. Активний член Австро-німецького народного союзу, разом із Артуром Зейсс-Інквартом виступав за об'єднання Австрії і Німеччини. Після приходу Адольфа Гітлера до влади в Німеччині 30 січня 1933 року вступив у НСДАП. Після вбивства Енгельберта Дольфуса очолив НСДАП в Австрії, проте в 1935 році був заарештований разом із своїм суперником Йозефом Леопольдом. В липні 1936 року звільнений і став експертом IG Farben з Балкан і Австрії. З 13 березня 1938 по 14 грудня 1940 року — бургомістр Відня, після чого призначений німецьким емісаром в Афінах і Бухаресті. З 15 жовтня 1942 року — спеціальний представник з економічних і фінансових питань в Греції, очолював господарське товариство DEGRIGES. З 24 серпня 1943 року — спеціальний представник закордонного управління з питань Південного Сходу і командувача військами на Південному Сході в Сербії.
В 1951 році засуджений югославським судом до 20 років ув'язнення, проте через декілька місяців звільнений. В 1954-56 роках працював в уряді Ефіопії, радник і комісар Аддис-Абеба. Потім повернувся в Австрію і працював будівельним підрядчиком в Зальцбурзі.

## Звання
- Лейтенант резерву (1 січня 1916)
- Обер-лейтенант резерву (1 травня 1918)
- Бригадефюрер СА (1938)
- Группенфюрер СА (1940)
- Посланник (7 лютого 1940)
- Посланник 1-го класу (6 грудня 1940)

## Нагороди
- Хрест «За військові заслуги» (Австро-Угорщина) 3-го класу з військовою відзнакою і мечами
- Медаль «За військові заслуги» (Австро-Угорщина)
  - бронзова з мечами
  - 2 срібних з мечами
- Військовий Хрест Карла
- Пам'ятна військова медаль (Австрія) з мечами
- Почесний хрест ветерана війни з мечами
- Медаль «У пам'ять 13 березня 1938 року»
- Почесна пов'язка СА
- Золотий партійний знак НСДАП
- Хрест Воєнних заслуг 2-го і 1-го класу
- Почесне кільце міста Відня (24 червня 1943) — вручене Бальдуром фон Ширахом.
- Лицарський хрест Хреста Воєнних заслуг (1 вересня 1943)

## Біографія
- Die forstliche Rente. Ein kritischer Beitrag zum Reinertragsproblem in der Forstwirtschaft. 1919, (Wien, Hochschule für Bodenkultur, Dissertation, 1919).
- Kampf um Mitteleuropa. Verlag Deutsche Einheit, Wien 1932.
- Sonderauftrag Südost. 1940–1945. Bericht eines fliegenden Diplomaten. Musterschmidt, Göttingen u. a. 1956.
- Die Festung der Löwen. Äthiopien von Salomon bis zur Gegenwart. Walter-Verlag, Olten u. a. 1959.